# 埃莉斯·克鲁斯
埃莉斯·克鲁斯（Eglis Cruz，1980年4月12日—），生于圣斯皮里图斯，是一名古巴女子射击运动员。曾获得2008年夏季奥林匹克运动会女子50米步枪三姿铜牌。